# Portulaca dhofarica
Portulaca dhofarica är en portlakväxtart som beskrevs av Michael George Gilbert. Portulaca dhofarica ingår i släktet portlaker, och familjen portlakväxter. Inga underarter finns listade i Catalogue of Life.